# Campeonato Internacional de Palestina 2014
El Campeonato Internacional de Palestina de 2014 fue un torneo de fútbol amistoso organizado por la Asociación de Fútbol de Palestina. La competición se celebró entre el 10 y 21 de mayo de 2014.

## Participantes
- Irak sub-23 (se retiró)[2]
- Jordania sub-23
- Pakistán sub-23
- Palestina sub-23 (anfitrión)
- Sri Lanka sub-23

## Fase de grupos
| Selección        | PJ | PG | PE | PP | GF | GC | Dif. | PTS |
| ---------------- | -- | -- | -- | -- | -- | -- | ---- | --- |
| Palestina sub-23 | 4  | 4  | 0  | 0  | 8  | 0  | +8   | 12  |
| Jordania sub-23  | 4  | 2  | 0  | 2  | 5  | 2  | +3   | 6   |
| Pakistán sub-23  | 3  | 1  | 0  | 2  | 3  | 4  | −1   | 3   |
| Sri Lanka sub-23 | 3  | 0  | 0  | 3  | 0  | 10 | −10  | 0   |

### Final
| 20 de mayo de 2014 | Palestina   | 1-0     | Jordania sub-23 | Estadio Hussein Bin Ali, Hebrón |  |
| 19:00              | Mara'ba 11' | Reporte |                 |                                 |  |

## Goleadores
| 2 Goals Bilal Qweeder Mansour Othman Mohammad Marab'a Tarek Abu Ghunaima | 1 Goal Bara Mar'i Sameer Raja Yazan Thalji Mohammad Odai Kharroob Namer Wasef Tamer Salah |